# (2350) von Lüde
(2350) von Lüde es un asteroide perteneciente al cinturón de asteroides, descubierto el 6 de febrero de 1938 por Alfred Bohrmann desde el Observatorio de Heidelberg-Königstuhl, Alemania.

## Designación y nombre
Designado provisionalmente como 1938 CG. Fue nombrado von Lüde en honor al astrónomo alemán Heinz von Lüde.